# Артелярщинский сельский совет (Зеньковский район)
Артелярщинский сельский совет (укр. Артелярщинська сільська рада) — входит в состав
Зеньковского района
Полтавской области
Украины.
Административный центр сельского совета находится в 
с. Артелярщина.

## Населённые пункты совета
- с. Артелярщина
- с. Будки
- с. Лагоды